# مزل (الريف الشرقي)
مزعل هي قریة تقع في الأحواز في قسم الريف الشرقي في مقاطعة رامز. يقدر عدد سكانها بـ 45 نسمة .